# Achełoj (obwód Burgas)
Achełoj (bułg. Aхелой) – miasto w Bułgarii, w obwodzie Burgas, w gminie Pomorie. W 2023 roku liczyło 2122 mieszkańców.